# Mendoncia robusta
Mendoncia robusta là một loài thực vật có hoa trong họ Ô rô. Loài này được Rusby mô tả chính thức lần đầu tiên vào năm 1927.